# Taekwondo nos Jogos Paralímpicos de Verão de 2020
As competições de taekwondo nos Jogos Paralímpicos de Verão de 2020 foram disputadas entre 2 e 4 de setembro de 2021 no Makuhari Messe, em Tóquio, Japão. Foram disputados seis eventos, sendo três categorias masculinas e três femininas. Os atletas que disputaram o parataekwondo possuem algum tipo de deficiência física.

## Qualificação
A qualificação é baseada no ranking mundial da Federação Internacional dos Desportos para Cegos de 2020. Um total de 71 atletas de 37 nações foram classificados através do ranking, garantindo que cada CPN tenha no máximo um atleta por categoria.

## Medalhistas

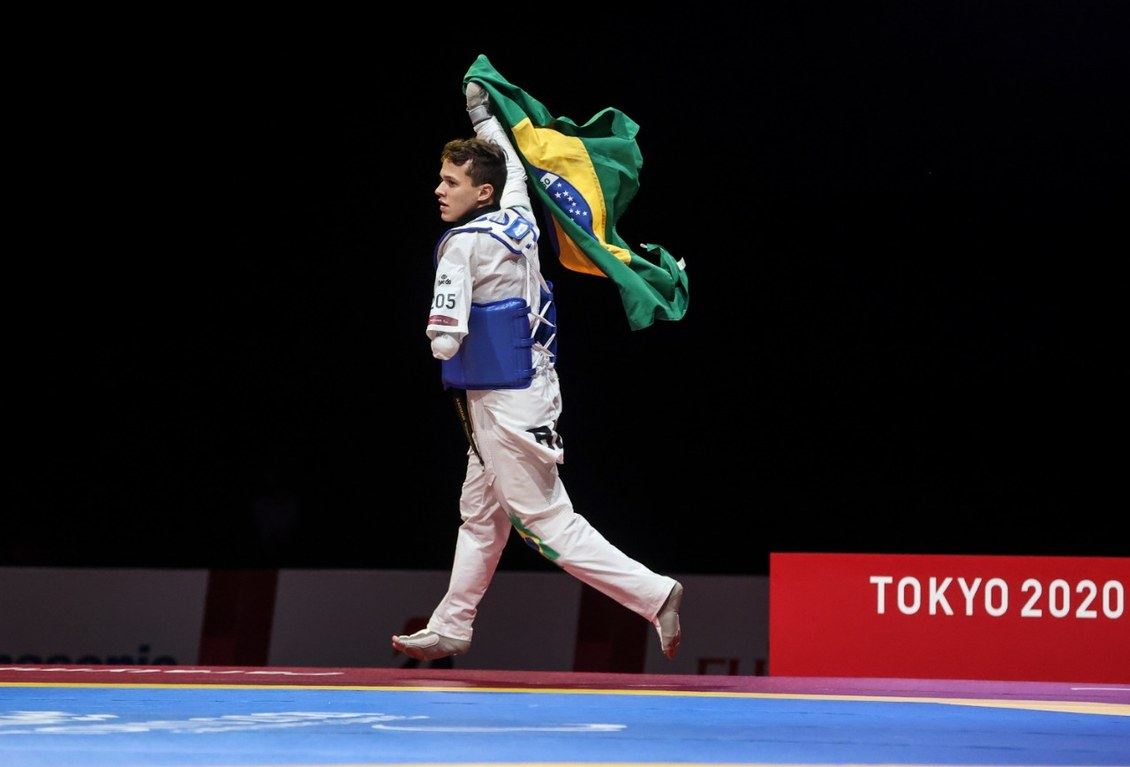
Nathan Torquato após a conquista da medalha de ouro na categoria até 61 kg masculino.

### Evento Masculino
| Evento                   | Ouro                               | Prata                      | Bronze                          |
| ------------------------ | ---------------------------------- | -------------------------- | ------------------------------- |
| Até 61 kg (Detalhes)     | Nathan Torquato BRA Brasil         | Mohamed El-Zayat EGY Egito | Mahmut Bozteke TUR Turquia      |
| Até 61 kg (Detalhes)     | Nathan Torquato BRA Brasil         | Mohamed El-Zayat EGY Egito | Daniil Sidorov RPC              |
| Até 75 kg (Detalhes)     | Juan Diego García López MEX México | Mehdi Pourrahnama IRI Irã  | Joo Jeong-hun KOR Coreia do Sul |
| Até 75 kg (Detalhes)     | Juan Diego García López MEX México | Mehdi Pourrahnama IRI Irã  | Juan Samorano ARG Argentina     |
| Mais de 75 kg (Detalhes) | Asghar Aziziaghdam IRI Irã         | Ivan Mikulić CRO Croácia   | Evan Medell USA Estados Unidos  |
| Mais de 75 kg (Detalhes) | Asghar Aziziaghdam IRI Irã         | Ivan Mikulić CRO Croácia   | Zainutdin Ataev RPC             |

### Evento Feminino
| Evento                   | Ouro                             | Prata                       | Bronze                               |
| ------------------------ | -------------------------------- | --------------------------- | ------------------------------------ |
| Até 49 kg (Detalhes)     | Leonor Espinoza PER Peru         | Meryem Çavdar TUR Turquia   | Khwansuda Phuangkitcha THA Tailândia |
| Até 49 kg (Detalhes)     | Leonor Espinoza PER Peru         | Meryem Çavdar TUR Turquia   | Anna Poddubskaia RPC                 |
| Até 58 kg (Detalhes)     | Lisa Gjessing DEN Dinamarca      | Beth Munro GBR Grã-Bretanha | Silvana Fernandes BRA Brasil         |
| Até 58 kg (Detalhes)     | Lisa Gjessing DEN Dinamarca      | Beth Munro GBR Grã-Bretanha | Li Yujie CHN China                   |
| Mais de 58 kg (Detalhes) | Guljonoy Naimova UZB Uzbequistão | Débora Menezes BRA Brasil   | Amy Truesdale GBR Grã-Bretanha       |
| Mais de 58 kg (Detalhes) | Guljonoy Naimova UZB Uzbequistão | Débora Menezes BRA Brasil   | Janine Watson AUS Austrália          |

## Quadro de medalhas
| Ordem | País                         | Medalha de ouro | Medalha de prata | Medalha de bronze |    |
| ----- | ---------------------------- | --------------- | ---------------- | ----------------- | -- |
| 1     | BRA Brasil                   | 1               | 1                | 1                 | 3  |
| 2     | IRI Irã                      | 1               | 1                |                   | 2  |
| 3     | DEN Dinamarca                | 1               |                  |                   | 1  |
| 3     | MEX México                   | 1               |                  |                   | 1  |
| 3     | PER Peru                     | 1               |                  |                   | 1  |
| 3     | UZB Uzbequistão              | 1               |                  |                   | 1  |
| 7     | GBR Grã-Bretanha             |                 | 1                | 1                 | 2  |
| 7     | TUR Turquia                  |                 | 1                | 1                 | 2  |
| 9     | CRO Croácia                  |                 | 1                |                   | 1  |
| 9     | EGY Egito                    |                 | 1                |                   | 1  |
| 11    | RPC Comitê Paralímpico Russo |                 |                  | 3                 | 3  |
| 12    | ARG Argentina                |                 |                  | 1                 | 1  |
| 12    | AUS Austrália                |                 |                  | 1                 | 1  |
| 12    | CHN China                    |                 |                  | 1                 | 1  |
| 12    | KOR Coreia do Sul            |                 |                  | 1                 | 1  |
| 12    | THA Tailândia                |                 |                  | 1                 | 1  |
| 12    | USA Estados Unidos           |                 |                  | 1                 | 1  |
| TOTAL | TOTAL                        | 6               | 6                | 12                | 24 |